# Zoe Naylor
Zoe Naylor (née le 4 juillet 1977 à Sydney), est une actrice et mannequin australienne, surtout connue pour le rôle de Regan McLeod dans la série télévisée McLeod's Daughters (2001 - 2009).

## Biographie
Zoe est l’aînée d'une fratrie de trois filles. Sa seconde sœur s'appelle Naomi, et la cadette Imogen. Son père, Richard Naylor, est vétérinaire, et sa mère, Néroli, est professeur d'anglais et d'histoire.
Après son passage au Loreto College Normanhurst, (Sydney), elle a reçu sept bourses, et grâce à cela, elle a pu continuer ses études au Charles Sturt University (CSU), à Bathurst. Zoe est ensuite allée à l'université technologique de Sydney (UTS), pour obtenir son baccalauréat. A l'UTS, elle a en plus obtenu un prix, « La meilleure étudiante du premier cycle ! »
Naylor a également étudié à l'université de technologie du Queensland (QUT), à partir de 2002. Elle a aussi fait du théâtre à l'école de Philippe Gaulier, à Paris.

### Cinéma
Au cinéma, elle est surtout connue pour le rôle de Kate, dans le film The Reef.

### Vie privée
Le 12 mai 2007, Zoe Naylor épouse Aaron Jeffery, mais ils divorcent quelque temps après.
Elle a rejoint en 2009 une association contre le cancer du sein, Fashion Targets Breast Cancer.
Zoe Naylor a fait du mannequinat pour vêtements, chaussures, maillots de bain et lingerie, elle a posé pour Berlei, Formfit, Lovable, Bras nThings, ONeil swimwear, Seafolly, Prada Watches, Charlie Brown, Thrid Millenium, Sydney Fashion Week, Simple Shoes, Cosmopolitan, Cleo, New Woman, Good Health, Inside Sport, Maxim, etc.

## Filmographie

### Films
- 2011 : Robotropolis ; Christiane Nouveau
- 2010 : The Reef
- 2005 : Book of Revelation
- 2004 : On the Lurk
- 2003 : Evil Never Dies ; Abby
- 2002 : Sugar and Spice
- 2000 : A Love Story
- 2000 : The Product
- 1999 : Fearless ; Hetty

### Séries télévisées
- 2005 – 2009 : McLeod's Daughters ; Regan McLeod
- 2008 : Gladiators ; Une hôte (apparition)
- 2006 : Orange Roughies ; Jane Durant
- 2003 : The Cooks (1 épisode : Nights of Living Dangerously) ; Janie